# Like Moths to Flames
Like Moths to Flames es una banda estadounidense de metalcore de Columbus, Ohio, formada en 2010 por exmiembros de varias bandas, incluidas Emarosa, Agraceful, The Crimson Armada, TerraFirma y My Ticket Home. La banda ha lanzado cuatro álbumes de estudio y tres EPs a través de Rise Records. La formación actual de la banda está formada por el vocalista principal Chris Roetter, el guitarrista Zach Pishney, el baterista Roman García y el bajista Cody Cavanaugh. Roetter es el único miembro de la formación original que permanece en la banda.

## Historia

### Formación y sus primeros lanzamientos (2010–2014)
La banda se formó a principios de 2010. El vocalista Chris Roetter, que había cantado previamente para las bandas Agraceful y Emarosa, formó Like Moths to Flames con cuatro de los seis miembros de la banda de metalcore de Ohio TerraFirma: Aaron Evans (quien se unió tocando la guitarra rítmica antes de mudarse más tarde al bajo); Zach Huston (guitarra solista); Aaron Douglas (bajo); y Jordan Matz (batería). La banda lanzó su sencillo debut titulado "Dead Routine" el 7 de febrero de 2010. Antes del lanzamiento del EP debut Sweet Talker, lanzaron dos demos más, "Avada Kedavra" y "Death Eaters". Death Eaters contó con Michael Guilford de Legion, una banda de deathcore de la misma zona.
El 17 de octubre de 2010, se anunció que Like Moths to Flames había firmado con Rise Records y ya estaban trabajando en su primer EP. Dos meses después, la banda lanzó su EP titulado Sweet Talker el 14 de diciembre de 2010. Para ayudar a apoyar su nueva música, la banda emprendió con sus compañeros Texas en julio y A Hero A Fake en la gira "A Metal Christmas" hasta finales de 2010. En algún momento antes del lanzamiento de su EP, el baterista Jordan Matz dejó Like Moths to Flames y fue reemplazado por Lance Greenfield.
Con giras continuas durante 2011, la banda decidió volver a sentarse y dirigirse al estudio para grabar su primer álbum de estudio de larga duración. Justo antes de que la banda se dirigiera al estudio, el bajista Aaron Douglas se separó de la banda. La banda hizo que Eli Ford (anteriormente de My Ticket Home) se uniera a la guitarra y Aaron Evans pasó al bajo. When We Don't Exist fue lanzado el 8 de noviembre a través de Rise Records. En enero de 2012, la banda salió al gira de S.I.N. con actos D.R.U.G.S., Hit the Lights y Sparks the Rescue para apoyar el álbum. Poco después, realizaron una gira con las bandas Texas in July y Hundredth.
Luego, la banda pasó la primera mitad de 2013 encabezando la gira Rise Records con actos de apoyo Crown the Empire, Color Morale, Palisades y My Ticket Home. La banda grabó su segundo álbum de larga duración con Will Putney en (The Machine Shop) en Hoboken, Nueva Jersey y fue lanzado el 9 de julio de 2013. El 29 de mayo de 2013, la banda confirmó que el nuevo álbum se llamaría An Eye for an Eye. El álbum debutó en el puesto 63 en el ranking Billboard 200 de mayores ventas. Hicieron una gira con el Vans Warped Tour durante el verano de 2013 en el Monster Energy Stage. Poco después del All Stars Tour 2014, el guitarrista Zach Huston decidió separarse de la banda alegando que quiere dedicarse a otros intereses. No fue hasta finales de 2015 que fue reemplazado por el guitarrista Jeremy Smith, exintegrante de City Lights.

### The Dying Things We Live ForyDark Divine(2015–2019)
El tercer álbum de larga duración de la banda The Dying Things We Live For, se anunció el 3 de septiembre de 2015, confirmando que su fecha de lanzamiento sería el 23 de octubre de 2015. Tras su lanzamiento, el álbum debutó en el número 150 en el Billboard 200. Tres sencillos Del álbum se han lanzado hasta ahora, con vídeos musicales que acompañan a dos de las canciones: "Fighting Fire with Fire" y "Wither".
El 27 de septiembre de 2017, la banda lanzó el sencillo "Nowhere Left to Sink". Ellos anunciaron que el álbum asociado, Dark Divine, se lanzaría el 3 de noviembre de 2017. El vídeo musical de "Nowhere Left to Sink" fue lanzado exclusivamente para AltPress el 27 de septiembre. Lanzaron el segundo sencillo y la canción principal, "Dark Divine" a través de Loudwire el 7 de octubre. El tercer sencillo, "Empty the Same" fue lanzado el 14 de octubre. El cuarto sencillo, "Shallow Truths for Shallow Minds", fue lanzado el 21 de octubre a través de Tattoo.com. El último y quinto sencillo, "From the Dust Returns", fue lanzado el 28 de octubre.
El 16 de noviembre de 2018, la banda lanzó Dark Divine Reimagined, un EP en el que la banda grabó y lanzó algunas pistas de su disco Dark Divine en un formato acústico y simplificado. En mayo de 2019, el vocalista Chris Roetter confirmó que la banda se había separado de Rise Records, el sello con el que habían estado desde sus inicios y a través del cual han lanzado todos sus álbumes y EP hasta la fecha. También confirmó que ya habían escrito y grabado varias pistas para lo que podría ser su quinto álbum. El 17 de septiembre, la banda anunció que firmaron con UNFD y lanzaron un nuevo sencillo "All That You Lost".

### No Eternity in Gold(2020–2023)
El 5 de agosto de 2020, la banda adelantó en su cuenta de Twitter que un sencillo titulado "Habitual Decline" se lanzaría el 11 de agosto. Ese día, la banda lanzó oficialmente el sencillo junto con su vídeo musical. Al mismo tiempo, la banda anunció oficialmente No Eternity in Gold, que se lanzó el 30 de octubre de 2020. El 9 de septiembre, la banda lanzó el segundo sencillo "YOTM". El 7 de octubre, la banda lanzó el tercer sencillo "Selective Sacrifice" junto con un vídeo musical que lo acompaña. El 27 de octubre, tres días antes del lanzamiento del álbum, la banda lanzó el cuarto y último sencillo del álbum, "Killing What's Underneath".
El 5 de octubre de 2021, la banda anunció un EP de cinco pistas, titulado Pure Like Porcelain. El EP, que se lanzará el 5 de noviembre de 2021, presenta pistas nuevas extraídas principalmente de una fuente de material nuevo que la banda ha compilado en los últimos años, y el guitarrista Zach Pishney se refiere a él como solo una "pequeña muestra" de lo que será venir. El 28 de octubre, una semana antes del lanzamiento del EP, la banda lanzó el segundo y último sencillo del EP, "Views from Halfway Down".
El 25 de enero de 2023, la banda despidió al miembro fundador Aaron Evans debido al historial de presuntos abusos con mensajes de texto, que van desde múltiples relaciones secretas hasta manipulación y engaño.

### The Cycles of Trying to Cope(2024–presente)
El 7 de febrero de 2024, la banda lanzó dos nuevos sencillos: "Paradigm Trigger" y "Angels Weep", con su correspondiente video musical. El 7 de marzo, la banda presentó su tercer sencillo, "Kintsugi", junto con su video musical. Al mismo tiempo, anunciaron que su próximo sexto álbum de estudio "The Cycles of Trying to Cope", se lanzaría el 10 de mayo de 2024, revelando también la portada y la lista de canciones. El 11 de abril, la banda estrenó su cuarto sencillo, "Dissociative Being".

## Miembros
| Miembros actuales - Chris Roetter – Voz principal (2010–presente) - Zach Pishney – Guitarra líder (2021–presente), Guitarra rítmica (2016–presente) - Cody Cavanaugh – Bajo (2023–presente) - Roman Garcia – Batería (2021–presente) | Miembros anteriores - Jordan Matz – Batería (2010) - Aaron Douglas – Bajo (2010–2011) - Lance Greenfield – Batería (2010–2012) - Kevin Rutherford – Batería (2012) - Zach Huston – Guitarra rítmica (2010–2014) - Eli Ford – Guitarra líder (2011–2015), Guitarra rítmica (2014–2015) - Greg Diamond – Batería (2012–2019) - Jeremy Smith – Guitarra líder (2015–2021), Guitarra rítmica (2015–2016) - Aaron Evans – Bajo (2010–2023), Guitarra líder (2010–2011) |

Línea del tiempo

## Discografía
Álbumes de estudio
- When We Don't Exist (2011)
- An Eye for an Eye (2013)
- The Dying Things We Live For (2015)
- Dark Divine (2017)
- No Eternity in Gold (2020)
- The Cycles of Trying to Cope (2024)

EPs
- Sweet Talker (2010)
- The Dream Is Dead (2015)
- Dark Divine Reimagined (2018)
- Where the Light Refuses to Go (2019)
- Pure Like Porcelain (2021)